# Euxoa vinosa
Euxoa vinosa är en fjärilsart som beskrevs av Karl Schawerda 1930. Euxoa vinosa ingår i släktet Euxoa och familjen nattflyn. Inga underarter finns listade i Catalogue of Life.